# Klaus Deterding

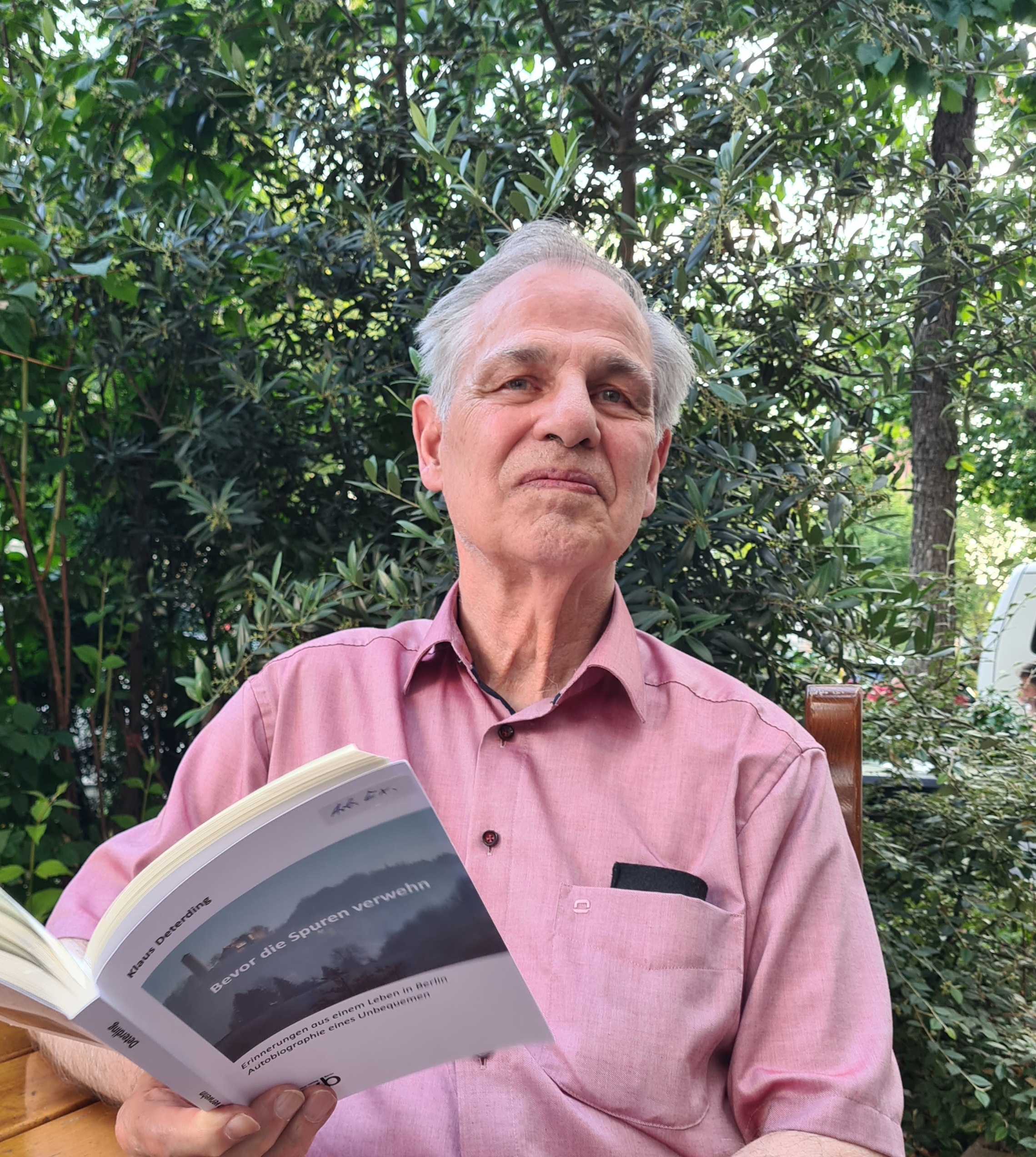
Klaus Deterding 2023 in Berlin anlässlich eines Treffens der E.T.A. Hoffmann-Gesellschaft

Klaus Deterding (* 1942 in Jena) ist ein deutscher Germanist, Literaturwissenschaftler, Lehrer und Schriftsteller.

## Leben
Deterding studierte Erziehungswissenschaften (Lehramt) an der Pädagogischen Hochschule Berlin und schloss mit dem Staatsexamen ab. Danach arbeitete er in Berlin im Schuldienst und belegte daneben an der Freien Universität Berlin das Haupttach Erziehungswissenschaften und die Nebenfächer Philosophie und Germanistik u. a. bei Alfred Behrmann, zu dessen Ehren er 1993 auch eine Festschrift herausgab. Es schloss dieses Studium mit dem Magister ab und beendete ein anschließendes Promotionsstudium mit einer Arbeit über E. T. A. Hoffmann.
Langjährig wirkte Deterding als Lehrer an verschiedenen Schulformen in Berlin, zuletzt an einer Gesamtschule. Seine literaturwissenschaftlichen Arbeiten widmete er im Anschluss an seine Dissertation insbesondere dem Werk E. T. A. Hoffmanns. Deterding ist Mitglied der E.T.A. Hoffmann-Gesellschaft.
Seit 1996 engagierte er sich neben der Erarbeitung seiner zahlreichen literaturwissenschaftlichen Studien und Publikationen gegen die Rechtschreibreform. Seine Position untermauerte er in Schriften, aber auch durch Auftritte im Fernsehen und Rundfunk. In Zeitungsinterviews meldet er sich als mittlerweile pensionierter Lehrer zu aktuellen pädagogischen Themen zu Wort. In vergleichbarer Weise wie bei seiner Kritik gegen die Rechtschreibreform, meldet er sich gegen die geschlechtergerechte Sprache mittels Gendern.

## Werke (Auswahl)